# آتشکده دروار
آتشکده دروار مربوط به سده‌های میانه دوران‌های تاریخی پس از اسلام است و در شهرستان دامغان، بخش امیرآباد، دهستان تویه دروار، روستای دروار، جنب پاسگاه دروار واقع شده و این اثر در تاریخ ۱۸ اسفند ۱۳۸۷ با شمارهٔ ثبت ۲۵۱۰۴ به‌عنوان یکی از آثار ملی ایران به ثبت رسیده‌است.